# François Robichon de La Guérinière
François Robichon de La Guérinière (Essay, 8 maggio 1688 – Parigi, 2 luglio 1751) fu un maestro di equitazione francese.
de La Guérinière nacque nel 1688 a Essay in Francia. Munito del brevetto di scudiere del Re, dalla Normandia, ove aveva trascorso la sua giovinezza, si trasferì a Parigi ove per quindici anni fu direttore di una prestigiosa accademia di equitazione, accrescendo la sua fama.
Nel 1730, il Principe Charles de Lorraine, "Gran Scudiere" di Francia, gli affida la direzione del Real maneggio delle Tuilieres, incarico che tenne fino alla sua morte (1751). La dottrina di de La Guérinière fu adottata e propagandata in tutto il mondo, tanto che, ancora oggi, l'attuale Tempio dell'Alta Scuola, la Scuola di Equitazione Spagnola di Vienna, è erede della tradizione classica incarnata in de La Guérinière.
de La Guérinière fu autore di due libri: Ecole de Cavalerie (1731) e Eléments de Cavalerie (1740), testi che sono ancora oggi considerati "Il Vangelo dell'equitazione classica". Va considerato il fondatore dell'equitazione moderna, infatti il suo stile letterario è il riflesso evidente della chiarezza, dell'eleganza, del rigore del suo insegnamento .
de La Guérinière rimane nella storia dell'equitazione per aver inventato un particolare "movimento" utilissimo per ginnasticare e rendere agili e flessibili i cavalli: "la spalla in dentro".